# Kraftwerk Forsmo
Das Kraftwerk Forsmo (schwedisch Forsmo kraftverk) ist ein Wasserkraftwerk in der Gemeinde Sollefteå, Provinz Västernorrlands län, Schweden, das am Ångermanälven liegt. Es ging 1948 in Betrieb. Das Kraftwerk ist im Besitz von Vattenfall und wird auch von Vattenfall betrieben.

## Absperrbauwerk
Das Absperrbauwerk besteht aus einer Gewichtsstaumauer aus Beton. Die Wehranlage mit den vier Wehrfeldern befindet sich auf der rechten Seite, das Maschinenhaus auf der linken Seite. Die Höhe des Bauwerks beträgt 23 m.

## Kraftwerk
Mit dem Bau des Kraftwerks wurde 1945 begonnen. Es ging im Februar 1948 mit der ersten Maschine in Betrieb; die beiden letzten Maschinen wurden 1958 in Betrieb genommen. Das Kraftwerk verfügt mit vier Kaplan-Turbinen über eine installierte Leistung von 155 (bzw. 158 oder 160) MW. Die durchschnittliche Jahreserzeugung liegt bei 730 (bzw. 850) Mio. kWh.
Die Turbinen wurden von Kværner geliefert. Die Turbinen 1 und 2 leisten jeweils 31,33 MW; ihre Nenndrehzahl liegt bei 167 Umdrehungen pro Minute. Die Turbinen 3 und 4 leisten jeweils 43 MW; ihre Nenndrehzahl liegt bei 167,7 Umdrehungen pro Minute. Die Fallhöhe beträgt 34 m. Der maximale Durchfluss liegt bei 600 m³/s.